# Jibbs
Jovan Campbell (San Luis, Misuri, 13 de noviembre de 1990), más conocido como Jibbs es un rapero estadounidense quien se dio a conocer por su sencillo Chain Hang Low de su álbum debut Jibbs feat. Jibbs ocupando los primeros lugares en las listas de posiciones de Estados Unidos.

## Discografía

### Álbumes
| Jibbs feat. Jibbs | - Realizado: 24 de octubre de 2006 - Lista de posiciones: #11 US Billboard 200 - Ventas: 875,956 |

### Singles
| Year | Song                                   | U.S. Hot 100 | U.S. R&B | U.S. Rap | Álbum             |
| ---- | -------------------------------------- | ------------ | -------- | -------- | ----------------- |
| 2006 | Chain Hang Low                         | 7            | 16       | 6        | Jibbs feat. Jibbs |
| 2006 | King Kong (Featuring Chamillionaire)   | 52           | 32       | 16       | Jibbs feat. Jibbs |
| 2006 | Go Too Far (Featuring Melody Thornton) |              |          |          | Jibbs feat. Jibbs |
| 2006 | Smile (Featuring Fabo)                 |              |          |          | Jibbs feat. Jibbs |
| 2008 | Kaveman (Featuring Soulja Boy)         |              |          |          | Teen King         |